# إبراهيما تراوريه
إبراهيما تراوريه (بالفرنسية: Ibrahima Traoré)‏ وهو لاعب كُرة قدم فرنسي المولد غيني الجنسية والأصل في مركز الجناح الأيسر ولد في يوم 21 أبريل 1988 في بلدة فيلبينتي في فرنسا وهو يلعب حالياً مع بوروسيا مونشنغلادباخ وسبق له اللعب مع نادي شتوتغارت ونادي أوغسبورغ وهيرتا برلين ونادي ليفايويس وباريس تشارينتون ولعب مع منتخب غينيا لكرة القدم ويبلغ طوله 172 سم.

## مسيرته الكروية
لعب إبراهيما تراوريه خلال مسيرته الاحترافية مع 6 أندية في ستة عشر موسمًا وسجل خلالها 32 هدفًا ضمن 277 مباراة. ولم يفز بأي موسم بالكأس أو بالدوري.
خاض إبراهيما تراوريه مسيرته مع Hertha BSC II ‏ في موسم 2006–07 في المرة الأولى ولمدة موسمين ثم في موسم 2008–09 لمدة موسم واحد، مشاركًا طوالها في 61 مباراة سجل خلالها 12 هدفًا. ثم انتقل إلى SG Gesundbrunnen Berlin ‏ في موسم 2007–08 لمدة موسم واحد، حيث شارك في مباراة ولم يسجل أي هدف. لينتقل بعدها إلى نادي آوغسبورغ في موسم 2009–10 ولمدة موسمين، مشاركًا في 45 مباراة سجل خلالها 8 أهداف. ثم انتقل إلى نادي شتوتغارت في موسم 2011–12 واستمر معه طيلة ثلاثة مواسم، مشاركًا في 75 مباراة سجل خلالها 6 أهداف. هذا وانتقل لاحقًا إلى نادي بوروسيا مونشنغلادباخ في موسم 2014–15 ليلعب معه ستة مواسم، مشاركًا في 92 مباراة سجل خلالها 6 أهداف أيضًا.

## روابط خارجية
- إبراهيما تراوريه على موقع الاتحاد الأوربي (الإنجليزية)
- إبراهيما تراوريه على موقع قاعدة بيانات كرة القدم.إي يو (الإنجليزية)
- إبراهيما تراوريه على موقع بيانات كرة القدم. دي إي (الألمانية)
- إبراهيما تراوريه على موقع ناشيونال فوتبول تيمز (الإنجليزية)
- إبراهيما تراوريه على موقع Soccerway.com (الإنجليزية)
- إبراهيما تراوريه على موقع عالم كرة القدم.نت (الإنجليزية)
- إبراهيما تراوريه على موقع AS.com (الإسبانية)